# Венденска революция
Венденската революция (Die Wende) бележи завършената промяна от социализъм към демокрация и капитализъм в Източна Германия (ГДР) около годините 1989 и 1990. Тя включва няколко процеса и събития, които впоследствие се превръщат в символи на процеса по разпада на Социалистическата система като цяло.
Самата немска дума Wende, която има значение на „промяна“, „повратна точка“, приема ново значение: Seit der Wende или „след обединението“, или „след падането на стената“, или „след промяната“. Този период също е паметен с помощта, идваща от Западна Германия за Източна Германия, която достига приблизително 775 милиона долара за 10 години. Този тежест в голяма степен намалява първоначалния ентусиазъм, с който германците от Запад очакват обединението.
„Повратната точка“ бележи Обединението на Германия. Die Wende приема символично значение с падането на Берлинската стена, на Желязната завеса и с разпадането на Социалистическия лагер.